# Ernie Taylor
Ernest Taylor (Sunderland, 1925. szeptember 2. – Birkenhead, 1985. április 9.) angol válogatott labdarúgó, csatár.

## Pályafutása

### Klubcsapatokban
Taylor 1942 és 1951 között több mint száz bajnoki mérkőzésen szerepelt az angol Newcastle United csapatában, amellyel 1951-ben FA-kupa győztes lett. 1951 októberében leigazolta őt a Stanley Matthews fémjelezte Blackpool csapata, amellyel 1953-ban szintén FA-kupa győztes lett. 1958-ban tagja volt az FA-kupa döntőjében szerepelt Manchester United csapatának. 1958 és 1961 között szülővárosában, a Sunderland csapatában futballozott, majd az alacsonyabb osztályú Altrincham csapatához igazolt. 1962-ben az északír Derry City csapatától vonult vissza, mielőtt Új-Zélandra emigrált.

### Válogatott
Taylor egyetlen válogatott szereplésére 1953. november 25-én került sor az elhíresült Anglia – Magyarország 3:6 mérkőzés alkalmával.

## Sikerei, díjai
- Angol kupa-győztes: 1951, 1953
- Angol kupa-döntős: 1958